# Kabinett Levi Eschkol III
Das Kabinett Levi Eschkol III (hebräisch מֶמְשֶׁלֶת יִשְׂרָאֵל הַשְׁלוֹשׁ עֶשְׂרֵה Memschelet Jisraʾel haSchlōsch ʿesre) war die dritte israelische Koalitionsregierung mit Levi Eschkol als Ministerpräsidenten und die dreizehnte Regierung seit Bestehen des Staates Israels.
Nach den Wahlen am 1. November 1965 zur Sechsten Legislaturperiode der Knesset beauftragte Staatspräsident Salman Schasar Levi Eschkol mit der Regierungsbildung. Die Regierungsbildung, mit 18 Ministerposten, erfolgte am 12. Januar 1966 durch eine Koalitionsregierung von HaMaʿarach, Nationalreligiöse Partei, Mapam, Libralim Atzma’im, Poalei Agudat Jisra’el und die beiden die arabischstämmigen Israelis vertretenden Parteien Schittuf weAchawa und Qidma uFittuach.
Nach dem Ausbruch des Sechstagekriegs am 5. Juni 1967 wurde gemeinsam mit den bisherigen Oppositionsparteien Gachal und Rafi eine Regierung der nationalen Einheit (National Unity Government) gebildet. Diese wurde um drei weitere Minister und zwei neue Ministerien (Ministerium für die Aufnahme von Einwanderern und Ministerium für Information) erweitert.
Nach dem Tode von Levi Eschkol am 26. Februar 1969 wurde am 17. März 1969 eine neue Regierung mit Golda Meir als Ministerpräsidentin gebildet. In der Zwischenzeit übernahm Jigal Allon die Regierungsführung.

## Kabinett
| Kabinett Levi Eschkol III | Kabinett Levi Eschkol III                     | Kabinett Levi Eschkol III | Kabinett Levi Eschkol III                   |
| Position | Person                                        | Bild                      | Partei                                      |
| --- | --------------------------------------------- | ------------------------- | ------------------------------------------- |
| Ministerpräsident (bis 26. Februar 1969) Verteidigungsminister (bis 5. Juni 1967) | Levi Eschkol                                  |                           | HaMaʿarach (Mifleget Poʿalei Erez Jisraʾel) |
| Minister zur Integration von Einwanderern (ab 1. Juli 1968) Stellvertretender Ministerpräsident (vom 1. Juli 1968 bis 26. Februar 1969) Interimsministerpräsident vom 26. Februar 1969 bis 16. März 1969                                                                | Jigal Allon                                   |                           | HaMaʿarach (Mifleget Poʿalei Erez Jisraʾel) |
| Landwirtschaftsminister | Chaim Gwati                                   |                           | HaMaʿarach                                  |
| Minister für Landesentwicklung Tourismusminister | Mosche Kol                                    |                           | kein Mitglied der Knesset                   |
| Bildungsminister | Zalman Aran                                   |                           | HaMaʿarach (Mifleget Poalei Erez Jisrael)   |
| Finanzminister | Pinchas Sapir (bis 5. August 1968)            |                           | HaMaʿarach (Mifleget Poalei Erez Jisrael)   |
| Finanzminister | Zeev Sherf (ab 5. August 1968)                |                           | HaMaʿarach (Mifleget Poalei Erez Jisrael)   |
| Außenminister | Abba Eban                                     |                           | HaMaʿarach (Mifleget Poalei Erez Jisrael)   |
| Gesundheitsminister | Jisrael Barsilai                              |                           | Kein Mitglied der Knesset                   |
| Minister für Bau- und Wohnungswesen | Mordechaj Bentov                              |                           | Kein Mitglied der Knesset                   |
| Informationsminister | Jisrael Galili (ab 5. Juni 1967)              |                           | HaMaʿarach                                  |
| Innenminister | Chaim-Mosche Schapira                         |                           | Nationalreligiöse Partei                    |
| Justizminister | Ja’akov Schimschon Schapira                   |                           | Kein Mitglied der Knesset                   |
| Minister für Arbeit | Jigal Allon (bis 1. Juli 1968)                |                           | HaMaʿarach (Mifleget Poʿalei Erez Jisraʾel) |
| Minister für Arbeit | Yosef Almogi (ab 8. Juli 1968)                |                           | HaMaʿarach (Mifleget Poʿalei Erez Jisraʾel) |
| Minister für die öffentliche Sicherheit | Bechor-Schalom Schitrit (bis 2. Januar 1967)  |                           | HaMaʿarach (Mifleget Poʿalei Erez Jisraʾel) |
| Minister für die öffentliche Sicherheit | Eliahu Sasson (ab 2. Januar 1967)             |                           | HaMaʿarach                                  |
| Postminister | Eliahu Sasson (bis 2. Januar 1967)            |                           | HaMaʿarach                                  |
| Postminister | Yisrael Yeshayahu-Sharabi (ab 2. Januar 1967) |                           | HaMaʿarach                                  |
| Minister für Religion | Serach Wahrhaftig                             |                           | Nationalreligiöse Partei                    |
| Minister für Handel und Industrie | Chaim Josef Zadok (bis 22. November 1966)     |                           | HaMaʿarach (Mifleget Poʿalei Erez Jisraʾel) |
| Minister für Handel und Industrie | Zeev Sherf (ab 22. November 1966)             |                           | HaMaʿarach (Mifleget Poʿalei Erez Jisraʾel) |
| Transportminister | Mosche Karmel                                 |                           | HaMaʿarach (Achdut haʿAvoda)                |
| Minister für Wohlfahrt | Josef Burg                                    |                           | Nationalreligiöse Partei                    |
| Minister ohne Geschäftsbereich | Jisrael Galili (bis 5. Juni 1967)             |                           | HaMaʿarach                                  |
| Minister ohne Geschäftsbereich | Menachem Begin (ab 5. Juni 1967)              |                           | Gachal                                      |
| Minister ohne Geschäftsbereich | Josef Sapir (ab 5. Juni 1967)                 |                           | Gachal                                      |
| Minister ohne Geschäftsbereich | Pinchas Sapir (ab 5. August 1968)             |                           | HaMaʿarach                                  |
| Stellvertretender Landwirtschaftsminister | Aharon Uzan                                   |                           | HaMaʿarach                                  |
| Stellvertretender Verteidigungsminister (bis 5. Juni 1967) Stellvertretender Finanzminister (ab 27. Juli 1967) | Zwi Dinstein                                  |                           | HaMaʿarach                                  |
| Stellvertretender Minister für Landesentwicklung | Jehuda Scha’ari                               |                           | Libralim Atzma’im                           |
| Stellvertretender Bildungsminister | Kalman Kahana (bis 22. November 1965)         |                           | Poalei Agudat Jisra’el                      |
| Stellvertretender Bildungsminister | Aharon Jadlin                                 |                           | HaMaʿarach (Mifleget Poʿalei Erez Jisraʾel) |
| Stellvertretender Minister für Handel und Industrie (17. Oktober 1966 bis 22. November 1966) Stellvertretender Minister für Handel und Industrie (28. November 1966 bis 26. Juni 1967) Stellvertretender Minister zur Integration von Einwanderern (ab 12. August 1968) | Arje Eliav                                    |                           | HaMaʿarach                                  |
| Stellvertretender Innenminister | Schlomo Jisra’el Ben Me’ir                    |                           | Nationalreligiöse Partei                    |
| Stellvertretender Minister für Religion | Benjamin Schachor                             |                           | Nationalreligiöse Partei                    |